# Анна Елизавета Саксен-Лауэнбургская
Анна Елизавета Саксен-Лауэнбургская (нем. Anna Elisabeth von Sachsen-Lauenburg; 23 августа 1624, Ратцебург — 27 мая 1688, замок Филиппсекк, Буцбах) — принцесса Саксен-Лауэнбургская, в замужестве ландграфиня Гессен-Гомбургская.
Анна Елизавета — дочь герцога Августа Саксен-Лауэнбургского и его первой супруги Елизаветы Софии, дочери герцога Иоганна Адольфа Гольштейн-Готторпского. 2 апреля 1665 года в Любеке Анна Елизавета вышла замуж за ландграфа Вильгельма Кристофа Гессен-Гомбургского, для которого этот брак уже стал вторым. От первого брака с Софией Элеонорой Гессен-Дармштадтской остались только две дочери, и ожидалось, что Анна Елизавета родит долгожданного наследника. Принцесса, которую ландграф до свадьбы видел только на портрете, имела уродливую внешность и не могла иметь детей. Вильгельм Кристоф сдержал своё брачное обещание и женился на Анне Елизавете, но сразу же занялся разводом, который состоялся в 1672 году. По другой версии гомбургский ландграф надеялся на внушительное приданое, которое оказалось гораздо меньше ожидаемого. Потратив его, Вильгельм Кристоф обвинил супругу в бесплодии и развёлся. После развода Анна Елизавета проживала в замке Филиппсекк близ Буцбаха, предоставленном ей по условиям развода, заботилась о бедных и школьном образовании. Похоронена в местной церкви.